# آرتور بیتمن (بازیکن فوتبال، زاده ۱۹۰۸)
آرتور بیتمن (انگلیسی: Arthur Bateman; ۱ آوریل ۱۹۰۸ – سپتامبر ۱۹۷۹ (۷۱ ساله)) بازیکن فوتبال اهل بریتانیا بود.
از باشگاه‌هایی که در آن بازی کرده‌است می‌توان به باشگاه فوتبال ساوتند یونایتد، باشگاه فوتبال گریمزبی تاون، و باشگاه فوتبال برنتفورد اشاره کرد.